# Castillo-palacio de San Juan Lorenzo
El castillo-palacio de San Juan Lorenzo en Cetina, también denominado frecuentemente de Quevedo, es un edificio palaciego construido sobre una estructura militar preexistente del siglo XIII situado en la villa y municipio aragonés de Cetina, en la Comunidad de Calatayud.

## Historia
Se construyó a finales del siglo XIII por el rey Pedro III de Aragón como parte de los elementos defensivos de la frontera frente al Reino de Castilla. El rey Martín I de Aragón lo vendió en 1410 a Mosén González de Liñán, señor de la villa, que lo amplió y lo transformó en castillo residencial.
El palacio está construido en mampostería y ladrillo y presenta planta rectangular bastante alargada. Tiene dos torres en los extremos de la estructura, la del este es la más antigua y está exenta y se corresponde con la Torre del Homenaje de la construcción del siglo XIII. La torre oeste es de la ampliación del siglo XV.
La fachada done se encuentra la puerta de acceso se encuentra orientada al sur y da acceso a un zaguán cubierto por un alfarje de madera. También la planta noble, donde se encuentra la capilla, cuya entrada y techumbre en forma de artesa invertida está cubierta con alfarje y tiene decoraciones con motivos heráldicos y vegetales .
En esta capilla el 26 de febrero de 1634 tuvo lugar la boda del escritor don Francisco de Quevedo y Villegas con doña Esperanza de Mendoza, señora de Cetina y aquí data el escritor la primera parte de "Virtud Militante: Envidia". El matrimonio apenas duró tres meses.

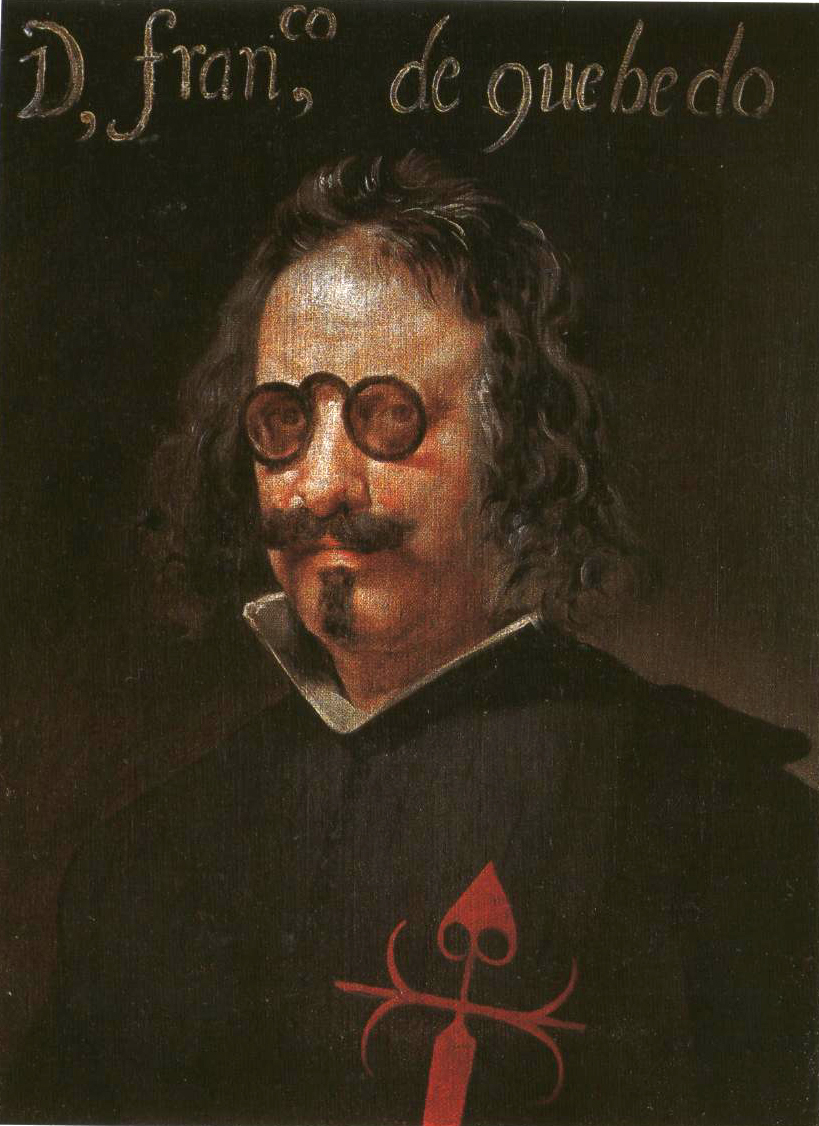
Retrato de Francisco de Quevedo

Declarado Monumento Nacional Histórico Artístico por Decreto de 3 de junio de 1931.

## Descripción
El palacio se extiende de este a oeste midiendo unos 60 metros de longitud. En la parte este del palacio están las estancias más antiguas que pertenecían al castillo fortificado, como la Torre del Homenaje. En la parte oeste se conserva la torre del Volantín que presenta planta rectangular y que está construida en sillería a excepción del cuerpo superior añadido con posterioridad y que está recorrido por una galería de arquillos de medio punto.
La puerta de acceso se encuentra protegida por una barbacana con torreones cuadrados. La capilla se encuentra en la parte norte de la planta noble y se destaca de todo el conjunto por la decoración de yeserías que cubre toda la techumbre. La puerta, enmarcada en alfiz, presenta un arco apuntado en la parte superior y uno carpanel en la inferior.
Los restos de paños del harneruelo y los faldones de la capilla, quedan cubiertos con yeserías que combinan motivos ornamentales pertenecientes a la tradición del gótico florido pero conceptualmente planteadas de acuerdo con la tradición mudéjar de motivos repetidos hasta el infinito, configurando un conjunto de enorme interés.